# Тетранейтрон
Тетранейтро́н — гипотетическая стабильная (или относительно долгоживущая) частица, состоящая из четырёх нейтронов. Согласно общепринятым на начало XXI века теориям ядерной физики, вероятность существования такой частицы ничтожна; с другой стороны, существуют экспериментальные данные (хотя и не вполне подтверждённые), которые могут служить указанием на существование тетранейтрона — эксперимент Франсиско-Мигеля Маркеса и его коллег на Большом национальном ускорителе тяжелых ионов (фр. Grand accélérateur national d’ions lourds — GANIL) в Кане в 2001 году, в котором использовался новый метод обнаружения распада ядер бериллия и лития. Попытки других учёных повторить результат Маркеса окончились безуспешно, но в 2016 году указания на существование тетранейтрона были получены другой группой исследователей в ходе экспериментов по другой методике.

## Эксперимент Маркеса
Как и во многих экспериментах на ускорителях частиц, команда Маркеса ускоряла пучки атомных ядер в сторону стационарной мишени и исследовала «осколки», появившиеся в результате столкновения. В данном эксперименте, радиоактивные ядра бериллия-14, бериллия-15 и лития-11 ускорялись и сталкивались с углеродной мишенью. Наилучших результатов удалось достичь с бериллием-14. Гало этого изотопа бериллия состоит из группы четырёх нейтронов, которая легко отделяется от ядра бериллия при столкновении с ядром углерода. Команда Маркеса разработала новую и оригинальную методику обнаружения связанных групп нейтронов.
Современные модели ядра предполагают, что при столкновении бериллия-14 и углерода должно образоваться ядро бериллия-10 и четыре свободных нейтрона, но сигнал, полученный при столкновении, скорее означал наличие ядра бериллия-10 и группы из нескольких связанных нейтронов — вероятно, четырёх, то есть тетранейтрона.

## Последующие эксперименты и расчёты
Проведённый впоследствии анализ метода обнаружения, использованного Маркесом, показал, что по крайней мере часть его анализа полученных наблюдений была некорректна. При попытках воспроизвести эти наблюдения различными другими методами ни разу не удалось обнаружить какие-либо связанные группы нейтронов.
Если в будущем удастся экспериментально подтвердить существование стабильных тетранейтронов, то потребуется пересмотреть существующие модели атомного ядра. Бертулани и Зелевинский попытались построить модель тетранейтрона как молекулы, состоящей из двух динейтронов, но пришли к выводу, что это невозможно. Неудачными оказались и другие попытки найти взаимодействия, которые могли бы способствовать образованию многонейтронных групп.

Не выглядит возможным изменить современные ядерные гамильтонианы так, чтобы связать тетранейтрон, не уничтожив многочисленные другие удачные прогнозы этих гамильтонианов. Это значит, что если будут подтверждены недавние утверждения об экспериментальных данных о связанном тетранейтроне, то в наше понимание ядерных сил придётся внести значительные изменения.
— С. Пипер 
В 2016 году физики из японского Института физико-химических исследований (RIKEN) сделали заявление о наличии кандидата в тетранейтроны. Энергия частицы по расчётам примерно равна 0,83 МэВ. Резонанс обнаруживается в ходе наблюдений за продуктами распада высокоэнергичного изотопа гелия-8.
В том же 2016 году группа теоретиков из России (НИИЯФ МГУ, ТОГУ), США (Университет штата Айова, Ливерморская национальная лаборатория) и Германии (Дармштадтский технический университет) путём численного моделирования продемонстрировала существование резонанса в системе четырёх нейтронов, соответствующего обнаруженной частице. Энергия резонанса составила 0,8 МэВ, а его ширина — 1,4 МэВ. Время жизни частицы было оценено в 5⋅10−22 с.
В 2021 году группа из Мюнхенского технического университета сталкивая атомы лития-7 обнаружила предварительные признаки существования связанного состояния четырех нейтронов с расчетным временем жизни в несколько минут, аналогичным времени жизни свободного нейтрона.
В 2022 года, снова в RIKEN, направил пучок атомов гелия-8 в мишень, богатую протонами, что вызвало выброс α-частицы в противоположном направлении и оставило четыре нейтрона в движущейся системе отсчета. Недостающая энергия использовалась для получения сигнатуры четырехнейтронной системы с временем жизни около 3,8 ×10−22 с
.